# I brought you my bullets, you brought me your love
I Brought You My Bullets, You Brought Me Your Love, publicado el 23 de julio de 2002, es el álbum debut de la banda estadounidense de rock My Chemical Romance. El disco fue producido por Geoff Rickly, el cantante de la banda Thursday, que trabajaba por aquel entonces en la discográfica Eyeball Records. Este álbum, al igual que los tres que le siguen, es conceptual. Esta ocasión cuenta la historia de los Demolition Lovers, una pareja de asesinos en serie que tras arrastrar numerosos crímenes consigo, acaban muriendo en el desierto; esta historia continúa en su segundo disco, Three Cheers For Sweet Revenge. Ya que el nombre del álbum es demasiado largo, los aficionados y la banda lo abrevian frecuentemente como Bullets.
La banda ganó muchos fanes del mundo underground, con un post-hardcore crudo y poco accesible, pero no podían emerger en los mercados grandes hasta su segundo álbum, que fue lanzado dos años más tarde. El álbum recibió en el Reino Unido la certificación de disco de oro por la venta de más de cien mil copias, mientras que en Chile ha vendido más de dos mil unidades al año 2007. El 3 de febrero de 2009, el álbum fue relanzado en Estados Unidos en formato de vinilo, por Eyeball Records.

## Producción

### Influencias e inspiración
Los integrantes de la banda, desde sus inicios, tenían ideas de cómo les gustaría sonar; al respecto, el bajista Mikey Way ha señalado: «Siempre dijimos cosas como: “¿No sería genial si Glenn Danzig estuviera en The Smiths, o si Morrisey estuviera en The Misfits?”». Además de estas influencias, el vocalista Gerard Way ha comentado: «Yo quería que fuera más que una banda. Debía ser un proyecto artístico realmente intenso porque yo no tenía una salida de creatividad; la banda era todo lo que tenía. De manera que algunos títulos de cuentos que yo había escrito terminaron siendo títulos del álbum y de canciones. I brought you my bullets... era un cuento que escribí». El cantante también ha dicho: «Tenía muchos cuadernos raros llenos de escritos acerca de cuán disociado me sentía en mis primeros años de veinteañero. “Vampires”, por ejemplo, se trata de las señales tempranas de mi alcoholismo y de mi sensación de que estaba desperdiciando mi vida; era acerca de sentirse en general como escoria. Estaba realmente insatisfecho con adónde yo y todos los que conocía estábamos destinados a terminar; todos íbamos a terminar en la nada. Esto es en importante medida de dónde la banda nació».

### Grabación
El álbum se creó bajo la supervisión del productor Geoff Rickly, de la compañía Eyeball Records. La banda —que en ese tiempo constituía un cuarteto formado por Gerard Way, Mikey Way, Ray Toro y Matt Pelissier— comenzó las grabaciones el 15 de mayo de 2002. Ese día, Gerard Way había tenido una intervención dentaria producto de un absceso, por lo que sangraba, hablaba entre dientes, pronunciaba indistintamente y estaba molesto. La primera canción que iban a grabar era «Vampires will never hurt you». Ante el mal estado de ánimo de Way, el jefe de la discográfica lo golpeó fuertemente en la cara, y le dijo: «Ahora anda y canta». Según cuenta el productor del disco, el cantante quería «matar a alguien» por la ira que sentía, aunque el resultado fue satisfactorio: «Cantó y fue muy intenso; estaba en llamas. [...] Sonaba como alguien queriendo partirse en dos». Way ha dicho: «El golpe fue motivador; fue un acto de amor, creo. Estaba muy agitado y realmente nervioso, había una atmósfera realmente loca y sabía que tenía solo alrededor de una hora para hacer la canción». Esta fue la primera canción que la banda grabó de manera profesional, y ha sido definida como la pieza central del álbum. En el año 2012, el cantante dijo: «Al día de hoy, nada vence a la grabación de “Vampires”. Ni siquiera las cosas en las que hemos gastado mucho dinero».
Durante su trabajo en el estudio, la banda le preguntó a Frank Iero si le gustaría unírseles. Iero, que aceptó rápidamente, era exguitarrista del grupo musical Pencey Prep, que recientemente se había separado. De esta forma My Chemical Romance reunió a sus dos guitarristas, junto a sus contrastantes estilos al tocar: Toro, más técnico, y Iero, más visceral. Por su parte, Mikey Way solo había comenzado a tocar el bajo hace poco tiempo; ha declarado: «Estaba petrificado. No sabía lo que estaba haciendo; me guiaba por el instinto y tocaba desde el corazón. Todo era nuevo para mí». El productor Rickly incluso ha dicho que el baterista, Matt Pelissier, era «desastroso», y les comentó al resto de la banda que deberían ensayar más, o bien considerar que eventualmente no llegarían muy lejos si continuaban con él. Sin embargo, ha dicho también que Gerard Way «tenía un millón de ideas geniales», y que todos eran «lo suficientemente jóvenes para querer ayudarlos en vez de truncar sus sueños». Esto, a pesar de que consideraba que «alrededor de la mitad de esas canciones eran geniales, y la otra mitad no lo eran». Las grabaciones concluyeron el 25 de mayo de 2002, y dos semanas después el álbum estuvo terminado. I brought you my bullets, you brought me your love fue publicado el 23 de julio de ese mismo año.

## Promoción
My Chemical Romance se dedicó a dar conciertos durante los dos años subsiguientes a la publicación del álbum, los que a menudo fueron ejecutados ante pequeñas audiencias. En marzo de 2003 hicieron una gira por el Reino Unido junto a la banda The Used, actividad en la que conocieron tanto a su futuro mánager Brian Schechter como a quien se convertiría en su próximo baterista permanente, Bob Bryar. Frank Iero ha dicho que esta serie de conciertos lo tuvieron «realmente enfermo», y que «fue un infierno». El quinteto regresó a Reino Unido en enero de 2004 para dar sus primeras presentaciones como cabeza de cartel ahí; la primera fecha de esta gira fue un concierto con entradas agotadas en el recinto Camden Barfly.

## Lista de canciones
1. "Romance" - 1:04
2. "Honey, This Mirror Isn't Big Enough For The Two Of Us" – 3:53
3. "Vampires Will Never Hurt You" – 5:28
4. "Drowning Lessons" – 4:25
5. "Our Lady Of Sorrows" – 2:07
6. "Headfirst For Halos" – 3:30
7. "Skylines And Turnstiles" – 3:25
8. "Early Sunsets Over Monroeville" – 5:07
9. "This Is The Best Day Ever" – 2:14
10. "Cubicles" – 3:53
11. "Demolition Lovers" – 6:06

## Créditos
- Gerard Way: voz, diseño y arte;
- Ray Toro: guitarra principal, guitarra rítmica, coros;
- Frank Iero: guitarra rítmica, coros (en pistas 2 y 8);
- Mikey Way: bajo;
- Matt Pelissier: batería, percusión.

Personal adicional
- Geoff Rickly: coros (pista 9), producción;
- Alex Saavedra: fotografía, producción (en pistas 2 y 8);
- John Naclerio: mezcla;
- Ryan Ball: masterización;
- Marc Debiak: diseño y arte.

## Certificaciones
| País        | Organismo certificador | Certificación | Ventas certificadas | Ref.  |
| ----------- | ---------------------- | ------------- | ------------------- | ----- |
| Reino Unido | BPI                    | Oro           | 100 000             | [ 8 ] |